# Голосновка
Голосно́вка — село в Семилукском районе Воронежской области. Административный центр Голосновского сельского поселения.

## История
Своё название село Голосновка берёт от протекающей рядом реки — Голая Снова.

## Население
| 1859 | 1897  | 2010 |
| ---- | ----- | ---- |
| 1948 | ↗2456 | ↘350 |

## Инфраструктура
Улицы
- ул. Гудовка,
- ул. Марии Петровой,
- ул. Молодёжная,
- ул. Садовая,
- ул. Свободы,
- ул. Центральная,
- пер. Свободы.

## Известные люди
- Леонид Успенский (1902–1987) — русский иконописец, богослов, искусствовед.